# جمعية رسامي الكارتون الوطنية
جمعية رسامي الكارتون الوطنية (بالإنجليزية: National Cartoonists Society)‏ هي منظمة لرسامي الكارتون في الولايات المتحدة. تأسست في 1 مارس 1946. ويرأسها حاليا بيل موريسون. يعمل أعضاء الجمعية في العديد من فروع المهنة، بما في ذلك الإعلان، الرسوم المتحركة، كتب القصص المصورة، رسوم الكاريكاتير، الروايات المصورة وبطاقات المعايدة. هي ليست طائفة حرفية واتحاد نقابة عمال. يقع مقرها في وينتر بارك، فلوريدا.

## وصلات خارجية
- الموقع الرسمي